# Sphaeriodesmus cobanus
Sphaeriodesmus cobanus är en mångfotingart som beskrevs av Chamberlin 1952. Sphaeriodesmus cobanus ingår i släktet Sphaeriodesmus och familjen Sphaeriodesmidae. Inga underarter finns listade i Catalogue of Life.